# Белодворцева, Нина Андреевна
Нина Андреевна Белодворцева (20 сентября 1934 — 12 марта 2016) — советская и российская театральная актриса, заслуженная артистка России, актриса Вольского драматического театра.

## Биография
В 1959 г. окончила Днепропетровское театральное училище (педагог — И. Г. Кобринский).
Работала в Белгородском драматическом театре им. М. С. Щепкина, Карагандинском драматическом театре, Амурском государственном театре драмы и комедии.
С 1964 г. — актриса Орского театра драмы. С 1979 г. актриса Вольского театра драмы.

## Театральные работы
- Кручинина — «Без вины виноватые», Островский А. Н.);
- Любовь — «Последние» — Горький М.;
- Мария — «Мария Тюдор» — Гюго В.;
- миссис Севидж — «Странная миссис Севидж» — Патрик Дж.;
- Соколова — «Последние» — Горький М.;
- Софья — «Последние» — Горький М.;
- Танкабике — «В ночь лунного затмения» — Карим М.

## Награды и звания
Заслуженная артистка России (2002). Лауреат Всесоюзных театральных фестивалей (1967, 1968, 1971, 1973).